# 奈良へ行くまで 夫が汚職に踏み切る時
奈良へ行くまで（ならへいくまで）は、テレビ東京系で1998年2月26日21:02~23:24に放送された山田太一ドラマスペシャル。
1997年度ギャラクシー賞奨励賞、1998年日本民間放送連盟賞最優秀賞（テレビドラマ部門）受賞作品。
2015年11月29日に、チャンネル銀河「山田太一特集」、2017年8月29日に、日本映画専門チャンネル「山田太一劇場」で放送された。

## 出演
- 中本正治（銀行から出向中の建設会社営業マン）：奥田瑛二
- 中本敦子（正治の妻）：安田成美
- 平山泰之（通産省官僚）：村上弘明
- 宮本達三（大物議員）：山﨑努
- 佐藤慶
- 石橋蓮司
- 平泉成
- 篠井英介
- 石丸謙二郎
- 小倉一郎
- 中野勇士
- 新保あさ
- 平尾仁彰　ほか

## スタッフ
- 脚本：山田太一
- 音楽：本多俊之
- プロデューサー：小川治、高倉三郎、佐々木彰
- 監督：松原信吾